# Gaining through losing
『gaining through losing』（ゲイニング・スルー・ルージング）は、平井堅通算4枚目のオリジナル・アルバム。2001年7月4日発売。発売元はDefSTAR RECORDS。

## 解説
前作『THE CHANGING SAME』（2000.6.24）から約1年ぶりに発売された、シングル4曲、カップリング2曲を収録したアルバム。
アルバムのリリース時点で全12曲中、シングル関連が6曲というスタイルは、2003年の『LIFE is...』、2004年の『SENTIMENTALovers』まで踏襲されている。
前作に続き、ミリオンセラーを達成。オリジナル・アルバムでは3番目の高セールスを記録している（2007年現在）。
通常盤のほか、DSD（Direct Stream Digital） Mastering仕様のSuper Audio CD（SACD）盤も同時発売された。通常盤は透明なCDトレイであるが、SACD盤は黒いCDトレイが採用されている。
非正規のサンプル盤には、アルバム表題曲「Gaining Through Losing」の、イントロが約1分半長いコーラス入りのヴァージョンが収録されている。
当アルバム後に実施されたコンサート・ツアーの、日本武道館公演の模様が2002年1月30日にDVD化された。タイトルは『Ken Hirai Films Vol.4 LIVE TOUR 2001 gaining through losing at the BUDOKAN』。
元々、「even if」は当アルバムに収録しないことで進められていたという。しかし平井自身、思い入れが強い楽曲である上、シングル盤が限定商品として発売された経緯があったため、多くの人に聴いてもらえるように急遽収録することに決定した、とアルバム発売時のインタビューで平井自身が明らかにした。
同時発売で、ミュージック・ビデオ集『Ken Hirai Films Vol.3』が発売された。

## 収録曲

### CD
| #         | タイトル                               | 作詞      | 作曲            | 編曲           | 時間  |
| --------- | -------------------------------------- | --------- | --------------- | -------------- | ----- |
| 1.        | 「She is!」                            | 平井堅    | 中野雅仁        | 中野雅仁       | 5:08  |
| 2.        | 「KISS OF LIFE」                       | 平井堅    | 平井堅/中野雅仁 | 中野雅仁       | 4:32  |
| 3.        | 「L'Amant」(feat. Crystal Kay)         | 平井堅    | 松原憲          | 松原憲         | 5:42  |
| 4.        | 「Miracles」                           | 平井堅    | 平井堅          | MAESTRO-T      | 6:13  |
| 5.        | 「TUG OF WAR」                         | 平井堅    | 平井堅/中野雅仁 | 中野雅仁       | 5:19  |
| 6.        | 「メリー・ゴー・ラウンド・ハイウェイ」 | 多田琢    | 中野雅仁        | 中野雅仁       | 4:51  |
| 7.        | 「TABOO」                              | 平井堅    | MAESTRO-T       | MAESTRO-T      | 5:27  |
| 8.        | 「Sweet Pillow」                       | 平井堅    | 中野雅仁        | 中野雅仁       | 5:24  |
| 9.        | 「LOVE OR LUST」                       | 平井堅    | 平井堅/松原憲   | 中野雅仁       | 5:00  |
| 10.       | 「ワールズエンド」                     | 多田琢    | クリヤ・マコト  | クリヤ・マコト | 5:31  |
| 11.       | 「even if」                            | 平井堅    | 平井堅          | 松原憲         | 5:38  |
| 12.       | 「Gaining Through Losing」             | 平井堅    | 平井堅          | 鷺巣詩郎       | 6:15  |
| 合計時間: | 合計時間:                              | 合計時間: | 合計時間:       | 合計時間:      | 65:00 |

## 曲解説
1. She is!
2. KISS OF LIFE
  - 13thシングル
  - フジテレビ月曜9時枠の連続ドラマ『ラブ・レボリューション』主題歌
  - シングルに収録のものとは曲の終わりが異なる（シングルバージョンはフェードアウトで終わるが、アルバムバージョンは最後まで演奏されている）。
3. L'Amant (feat. Crystal Kay)
4. Miracles
  - 12thシングル
  - サントリー「TRIANGLE」のCMソング。自身も出演した。
5. TUG OF WAR
  - 12thシングル「Miracles」（2001.2.15）のカップリング曲
6. メリー・ゴー・ラウンド・ハイウェイ
  - 超スピードでの事故で昇天する数秒前の気持ちがリリックになった、シュールなナンバー。
7. TABOO
  - 10thシングル「LOVE OR LUST」（2000.10.18）のカップリング曲
8. Sweet Pillow
9. LOVE OR LUST
  - 10thシングル
10. ワールズエンド
11. even if
  - 11thシングル
  - 元々は、コンセプトライヴ「Ken's Bar」で披露されていたもので、原曲のタイトルは歌詞にも登場する「バーボンとカシスソーダ」。前出のライブDVDでは、感極まって歌う姿が映像化されている。
12. Gaining Through Losing
  - 2005年に行われた、デビュー10周年ライブでのラスト・ナンバー。その模様は、2005年12月7日にほぼノーカットで「Ken Hirai Films vol.8 Ken Hirai 10th Anniversary Tour Final at Saitama Super Arena」のタイトルでDVD化されたほか、2006年11月22日には、Blu-rayディスク盤もリリースされている。

## 演奏
- 中野雅仁
  - Horn Arrangement (#1)
  - Clavinet (#1.6.8)
  - Fender Rhodes (#1.8)
  - Drum Programming (#1.6)
  - Moog Bass (#1.2.5.9)
  - All Keyboards (#2.5.9)
  - Programming (#2.9)
  - Melodion Solo (#5)
  - Hammond B-3, Synthesizer Bass, Vocorder (#6)
  - Arp Omni, R.A Moog, Synthesizer(#6.8)
- 金子隆博：Tenor Sax, Baritone Sax, Horn Arrangement (#1)
- 織田浩司：Alto Sax (#1)
- 小林正弘、小林太：Trumpet (#1)
- Crystal Kay：Additional Voice (#3)
- 朝川朋之：Harp (#3)
- 弦一徹ストリングス：Strings (#3.10.11)
- 田中義人：Guitar (#7)
- 福原将宜：Guitar (#8)
- 山口とも：Percussion (#8)
- DOUBLE：Additional Voice (#9)
- クリヤ・マコト：Piano, Fender Rhodes, Keyboards & Programming (#10)
- コモブチキイチロウ：Bass (#10)
- 岸田容男：Drums (#10)
- KENKEN：Percussion (#10)
- 鈴木大：Fender Rhodes (#11)
- アンドリュー・スミス：Acoustic Guitar, Electric Guitar (#12)
- ロイ・ジョンソン：Bass (#12)
- マーク・ウォーカー：Piano, Fender Rhodes, Hammond Organ (#12)
- 鷺巣詩郎：Synthesizer (#12)
- Verloy Baily：Drums (#12)
- カルロス・エドワーズ：Percussion (#12)
- Loren, Dawn Martin, Rvettr Briscoe, Jennifer Ingram-Brown, Ian Pitter, Paul Lee, Trevor Johnson, Michelle Dixon, Jason Boome, Anettr Bowen, Debbie O'dedere, Janine Cross, Patricia Brown, Gillisn Nembhard, Raymond Dyer：Choir (#12)
- Gavyn Wright and London Session Orchestra：Strings (#12)

## 関連作品
- KISS OF LIFE　
  - Ken Hirai 10th Anniversary Complete Single Collection '95-'05 歌バカ
  - Kh re-mixed up 1　（HEX HECTOR Remix）
  - シングル「Missin' you 〜It will break my heart〜」（K.H.'s Jazz）
- Miracles　
  - Ken Hirai 10th Anniversary Complete Single Collection '95-'05 歌バカ
  - シングル「KISS OF LIFE」カップリング曲（SILENT POETS remix）
  - Kh re-mixed up 1（SILENT POETS remix）
- TUG OF WAR
  - シングル「Miracles」カップリング曲　
  - Kh re-mixed up 1（United Future Organization remix）
- メリー・ゴー・ラウンド・ハイウェイ　
  - Kh re-mixed up 1（Dj ajapai mix）
- TABOO
  - シングル「LOVE OR LUST」カップリング曲
  - Kh re-mixed up 1（a tip of M-FLO remix）
- LOVE OR LUST　　
  - Kh re-mixed up 1（V.I.P remix）
  - Ken Hirai 10th Anniversary Complete Single Collection '95-'05 歌バカ
- even if　
  - Ken Hirai 10th Anniversary Complete Single Collection '95-'05 歌バカ

## 関連人物
- DOUBLE
  - 「LOVE OR LUST」でバック・コーラスを担当